# ماداگاسکار اویل
ماداگاسکار اویل شرکت نفت و گاز ماداگاسکاری است، که دفتر مرکزی آن در برمودا قرار دارد و دفتر عملیاتی آن در شهر آنتاناناریوو مستقر می‌باشد.
شرکت ماداگاسکار اویل در سال ۲۰۰۴ توسط مهندس کانادایی؛ سام مالین و دو بازرگان استرالیایی بنام‌های آلن باند و رابرت نلسون تأسیس شد. هم‌اکنون سهام این شرکت در بازار بورس لندن دادوستد می‌شود. 